# Cao Vỹ Quang
Cao Vỹ Quang (tiếng Trung: 高伟光, phiên âm: Gao Wei Guang), tên tiếng Anh: Vengo Gao, là một nam diễn viên Trung Quốc. Anh được biết đến qua vai diễn nổi tiếng "Đông Hoa Đế Quân" trong hai phần phim Tam sinh tam thế thập lý đào hoa và Tam sinh tam thế chẩm thượng thư.

## Tiểu sử
Trong chương trình "Phi Thường Tịnh Cự Li", Cao Vỹ Quang cho biết anh từng thi rớt trường đại học và bắt đầu làm thêm để kiếm tiền. Trong một lần tham gia cuộc thi người mẫu, anh đã được vào vòng chung kết. Sau khi đến Bắc Kinh, anh tham gia cuộc thi người mẫu Tân Ti Lộ và đạt giải Á quân. Năm 2008, anh thi đậu vào Học viện Hý kịch Trung ương. Năm 2013, anh ký hợp đồng với công ty Gia Hành, bắt đầu sự nghiệp làm diễn viên của mình. Bộ phim đầu tiên mà anh diễn đó là Tình Yêu Thời Weibo (Vlove).

## Phim và chương trình truyền hình

### Phim điện ảnh
| Năm  | Phim                   | Tiếng Anh                   | Tên gốc    | Role                             | Notes |
| ---- | ---------------------- | --------------------------- | ---------- | -------------------------------- | ----- |
| 2014 | Trang điểm xác chết    | The Embalmer                | 化妆师     | Cao Trung                        | [ 5 ] |
| 2016 | Kinh Thiên Phá         | Heartfall Arises            | 惊天破     | Giang Hiểu Đông/ Giang Hiểu Quân | [ 6 ] |
| 2017 | Kiêu ngạo và Định kiến | Mr. Pride vs Miss Prejudice | 傲娇与偏见 | Tiêu Kiến Quân                   | [ 7 ] |

### Phim truyền hình
| Năm  | Phim                                                 | Vai diễn                            | Bạn diễn                                       | Ghi chú               |
| ---- | ---------------------------------------------------- | ----------------------------------- | ---------------------------------------------- | --------------------- |
| 2014 | Tình yêu thời Weibo                                  | Ứng Đông                            | Dương Mịch, Địch Lệ Nhiệt Ba, Trương Vân Long  | Vai chính             |
| 2014 | Cổ kiếm kỳ đàm                                       | Phong Quảng Mạch/ Doãn Thiên Thương | Dương Mịch, Lý Dịch Phong, Địch Lệ Nhiệt Ba    | Vai phụ               |
| 2015 | Vẫn cứ thích em                                      | Đỗ Phong                            | Trần Kiều Ân, Giả Nãi Lượng                    | Vai phụ               |
| 2015 | Thục Sơn chiến kỷ - Kiếm hiệp truyền kỳ              | Đan Chấn Tử                         | Triệu Lệ Dĩnh, Trần Vỹ Đình                    | Vai phụ               |
| 2015 | Ban Thục truyền kỳ                                   | Tả Hiền Vương                       | Cảnh Điềm, Trương Triết Hạn, Địch Lệ Nhiệt Ba  | Vai phụ               |
| 2016 | Nấc thang danh vọng                                  | Sở Diệu Huy                         | Trương Duệ, Trương Mông, Địch Lệ Nhiệt Ba      | Vai phụ               |
| 2016 | Người Phiên Dịch                                     | Cao Gia Minh                        | Dương Mịch, Hoàng Hiên                         | Vai phụ               |
| 2016 | Sơn Hải Kinh chi Xích Ảnh truyền thuyết              | Tân Dực                             | Trương Hàn, Cổ Lực Na Trát                     | Vai phụ               |
| 2017 | Tam sinh tam thế thập lý đào hoa                     | Đông Hoa Đế Quân                    | Dương Mịch, Triệu Hựu Đình, Địch Lệ Nhiệt Ba   | Vai phụ               |
| 2017 | Hiên viên kiếm - Hán chi vân                         | Tử Y Tôn Giả                        | Trương Vân Long, Vu Mông Lung, Quan Hiểu Đồng  | Vai thứ chính         |
| 2018 | Phù Dao hoàng hậu                                    | Chiến Bắc Dã                        | Dương Mịch, Nguyễn Kinh Thiên, Trương Nhã Khâm | Vai phụ               |
| 2019 | Ma Thổi Đèn: Chi Nộ Tinh Tương Tây                   | Chá Cô Tiếu                         | Phan Việt Minh, Tân Chỉ Lôi                    | Vai chính             |
| 2020 | Tam sinh tam thế chẩm thượng thư                     | Đông Hoa Đế quân                    | Địch Lệ Nhiệt Ba, Quách Phẩm Siêu, Trần Sở Hà  | Vai chính             |
| 2020 | Ma Thổi Đèn: Mê Động Long Lĩnh                       | Chá Cô Tiếu                         | Phan Việt Minh, Trương Vũ Kỳ                   | Cameo                 |
| 2020 | Hướng Tới Mặt Trời                                   | Lâm Tri Hoành                       | Tưởng Hân                                      | Vai chính             |
| 2020 | Thần thám xinh đẹp                                   | La Thu Hằng                         | Mã Y Lợi                                       | Vai chính             |
| 2020 | Lượng Kiếm 3: Lôi Đình Chiến tướng                   | Quách Huân Khôi                     | Trương Vân Long, Lại Vũ Mông, Vương Thuỵ Tử    | Vai chính             |
| 2021 | Tuyết Trung Hãn Đao Hành                             | Trần Chi Báo                        | Trương Nhược Quân, Lý Canh Hy                  | Vai phụ               |
| 2021 | Vinh quang và mộng tưởng                             | Dương Tĩnh Vũ                       |                                                | 1 trong các vai chính |
| 2022 | Bằng Lan Nhất Phiến Phong Vân Khởi                   | Phó Hành Chân                       | Chương Nhược Nam, Hồ Nhất Thiên                | Vai phụ               |
| 2022 | Đặc Chiến Hành Động/ Chiến dịch Chiến tranh đặc biệt | Tần Quan                            | Hồ Băng Khanh                                  | Vai chính             |
| TBA  | Lạc Chốn Phù Hoa                                     | Vương Cư An                         | Trương Vũ Kỳ                                   | Vai chính             |
| TBA  | Băng Tuyết Dao                                       | Thẩm Chi Hằng                       | Âu Dương Na Na                                 | Vai chính             |
| TBA  | Vạn Thủy Thiên Sơn Vẫn Là Tình                       |                                     | Tần Lam, Nghiêm Ngật Khoan                     | Vai phụ               |
| TBA  | Angel Heart                                          | Ryo Saeba                           | Âu Dương Đệ Đệ, Ngu Thư Hân                    | Vai chính             |

### Kịch
- Nhạc kịch "Tại sao Anh yêu em" 《凭什么我爱你》
- Kịch nói "Phan Kim Liên"

### Show
- Chúng ta đều thích cười - Tuần 33 với Kiều Chấn Vũ
- Chúng ta đều thích cười - Tuần 71 với Lý Tử Phong, Giả Nãi Lượng
- Happy camp "Vẫn cứ thích em" (2016)
- Vương bài đối vương bài "Tam sinh tam thế thập lí đào hoa" với Địch Lệ Nhiệt Ba, Dương Mịch
- Happy camp "Đại chiến Ẩm thực Tiên giới" với Địch Lệ Nhiệt Ba, Trương Vân Long (8/4/2017)
- Phi thường tịnh cự ly với Địch Lệ Nhiệt Ba (31/1/2019)
- Happy Camp "Mời công tử tiếp chiêu" (11/4/2020) với Kiều Chấn Vũ, Vu Mông Lung, Lưu Nhuế Lân, Từ Khai Sính, Lưu Duy
- Happy Camp "Những anh trai vượt mọi chông gai" (23/05/2020) với Vương Tổ Lam, Tăng Nghị, Thẩm Lăng, Mạnh Hạc Đường

## Sự nghiệp người mẫu
Cao Vỹ Quang là một trong 10 người mẫu nam hàng đầu Trung Quốc từ năm 2009 đến 2012.
| Năm  | Giải thưởng                                                                                    | Kết quả   | Nguồn |
| ---- | ---------------------------------------------------------------------------------------------- | --------- | ----- |
| 2006 | New Silk Road Model Contest 1st Runner-up                                                      | Đoạt giải | [ 8 ] |
| 2006 | Sina Network Popularity Award                                                                  | Đoạt giải | [ 8 ] |
| 2006 | Mr.Perfect Award                                                                               | Đoạt giải | [ 8 ] |
| 2009 | Top 5 người mẫu chuyên nghiệp Trung Quốc xuất sắc nhất (nhóm nam)                              | Đoạt giải | [ 8 ] |
| 2010 | Top 5 người mẫu chuyên nghiệp Trung Quốc xuất sắc nhất (nhóm nam)                              | Đoạt giải | [ 8 ] |
| 2010 | Best Professional Model of Chinese International Fashion Week                                  | Đoạt giải | [ 8 ] |
| 2012 | Top 10 người mẫu thời trang chuyên nghiệp của Tuần lễ thời trang quốc tế Trung Quốc lần thứ 15 | Đoạt giải | [ 8 ] |

## Giải thưởng và đề cử
| Năm  | Giải thưởng                                                | Hạng mục                                            | Tác phẩm đề cử                                                | Kết quả   | Nguồn  |
| ---- | ---------------------------------------------------------- | --------------------------------------------------- | ------------------------------------------------------------- | --------- | ------ |
| 2017 | Giải Hoa Đỉnh lần thứ 22                                   | Diễn viên mới xuất sắc nhất                         | Người phiên dịch                                              | Đề cử     | [ 9 ]  |
| 2017 | Quốc kịch thịnh điển                                       | Diễn viên được giới truyền thông đề xuất của năm    | Tam sinh tam thế thập lý đào hoa                              | Đoạt giải | [ 10 ] |
| 2017 | ITOP iFensi Event                                          | Diễn viên đột phá của năm                           | —                                                             | Đoạt giải | [ 11 ] |
| 2017 | Fashion COSMO Beauty Ceremony lần thứ 24                   | Thần tượng nhan sắc của năm                         | —                                                             | Đoạt giải | [ 12 ] |
| 2017 | Esquire Man At His Best Awards lần thứ 14                  | Nghệ sĩ crossover của năm                           | —                                                             | Đoạt giải | [ 13 ] |
| 2018 | Lễ hội vinh danh nghệ thuật cơ sở Trung Quốc lần thứ 18    | Most Popular Role Model Artist                      | —                                                             | Đoạt giải | [ 14 ] |
| 2018 | Lễ trao giải thường niên FEIA 2018                         | Nam diễn viên nổi tiếng của năm                     | —                                                             | Đoạt giải | [ 15 ] |
| 2018 | Lễ trao giải phim truyền hình Trung Quốc chất lượng        | Ngôi sao đang lên của năm                           | Tam sinh tam thế thập lý đào hoa Hiên viên kiếm - Hán chi vân | Đoạt giải | [ 15 ] |
| 2019 | YOKA Fashion Ceremony                                      | Diễn viên phong cách của năm                        | —                                                             | Đoạt giải | [ 16 ] |
| 2019 | Giải Hoa Đỉnh lần thứ 26                                   | Nam diễn viên chính xuất sắc nhất (phim cận đại)    | Candle in the Tomb: The Wrath of Time                         | Đoạt giải | [ 17 ] |
| 2019 | Giải Hoa Đỉnh lần thứ 26                                   | Nam diễn viên phụ xuất sắc nhất                     | Candle in the Tomb: The Wrath of Time                         | Đề cử     | [ 18 ] |
| 2019 | Golden Bud - Liên hoan phim và truyền hình mạng lần thứ 4  | Nam diễn viên chính xuất sắc nhất                   | Candle in the Tomb: The Wrath of Time                         | Đề cử     | [ 19 ] |
| 2019 | Tencent Video All Star Awards                              | Nam diễn viên đột phá                               | Candle in the Tomb: The Wrath of Time                         | Đoạt giải | [ 20 ] |
| 2020 | Tencent Video All Star Awards                              | Nam diễn viên truyền hình chất lượng của năm        | Tam sinh tam thế chẩm thượng thư                              | Đoạt giải | [ 21 ] |
| 2020 | Giải thưởng Diễn viên Trung Quốc lần thứ 7                 | Nam diễn viên chính xuất sắc nhất (Web Series)      | —                                                             | Đề cử     | [ 22 ] |
| 2020 | Giải thưởng Diễn viên Trung Quốc lần thứ 7                 | Nam diễn viên chính xuất sắc                        | Eternal Love of Dream                                         | Đoạt giải | [ 23 ] |
| 2020 | Giải Hoa Đỉnh lần thứ 29                                   | Nam diễn viên chính xuất sắc nhất (phim cận đại)    | Eternal Love of Dream                                         | Đoạt giải | [ 24 ] |
| 2020 | Giải Hoa Đỉnh lần thứ 29                                   | Top 10 diễn viên được yêu thích nhất                | Eternal Love of Dream                                         | Đoạt giải | [ 24 ] |
| 2020 | Giải Hoa Đỉnh lần thứ 29                                   | Nam diễn viên phụ xuất sắc nhất                     | Candle In The Tomb: The Lost Caverns                          | Đề cử     | [ 24 ] |
| 2020 | Tencent Entertainment White Paper Awards                   | Nam diễn viên phim truyền hình của năm              | —                                                             | Đoạt giải | [ 25 ] |
| 2021 | 2nd Global Film and Television Culture Communication Forum | Nghệ sĩ có ảnh hưởng                                | Eternal Love of Dream                                         | Đoạt giải |        |
| 2021 | Wonderland Heaven On Earth Gala                            | Nam diễn viên năng lực và phong cách nhất trong năm | —                                                             | Đoạt giải |        |